# Walter Arencibia Rodríguez
Walter Arencibia (nascut el 21 de juliol de 1967) és un jugador d'escacs cubà, que té el títol de Gran Mestre des de 1990.
Tot i que roman inactiu des del maig de 2019, a la llista d'Elo de la FIDE del setembre de 2020, hi tenia un Elo de 2486 punts, cosa que en feia el jugador número 14 de Cuba. El seu màxim Elo va ser de 2560 punts, a la llista de juliol de 1991 (posició 84 al rànquing mundial).

## Resultats destacats en competició
Va aprendre a jugar als escacs als vuit anys, i va guanyar diversos torneigs per edats, inclòs el Campionat de Cuba juvenil el 1985, i el Campionat del món juvenil de 1986, que li comportà el guany automàtic del títol de Mestre Internacional. Obtingué posteriorment, el 1990, el títol de GM. Es proclamà dos cops campió de Cuba, els anys 1986 i 1990.
A finals d'any, va participar en la Copa del món de 2005 a Khanti-Mansisk, un torneig classificatori per al cicle del Campionat del món de 2007, on no hi tingué una bona actuació i fou eliminat en primera ronda per Ilià Smirin.
El 2006 empatà al primer lloc al Canadian Open amb Abhijit Kunte, un resultat que repetí el 2011, quan empatà al primer lloc amb Joel Benjamin i Dejan Bojkov, a Toronto. L'octubre de 2007 fou vuitè al fort obert de Calvià; (el campió fou Viktor Mihalevski).

### Participació en competicions per equips
Arencibia ha participat, representant Cuba a moltes Olimpíades d'escacs en el període entre 1986 i 2006.